# Altmühl
L’Altmühl est une rivière d'Allemagne, affluent du Danube. La partie aval de cette rivière (34 km jusqu’à Kelheim) forme le dernier tronçon du canal Rhin-Main-Danube.

## Géographie
Prenant sa source près de Windelsbach en Bavière, elle court à l'est et grossit le Danube non loin de Ratisbonne. Un canal l'unit à la Rednitz, affluent du Rhin, et forme ainsi une communication entre le Rhin et le Danube.

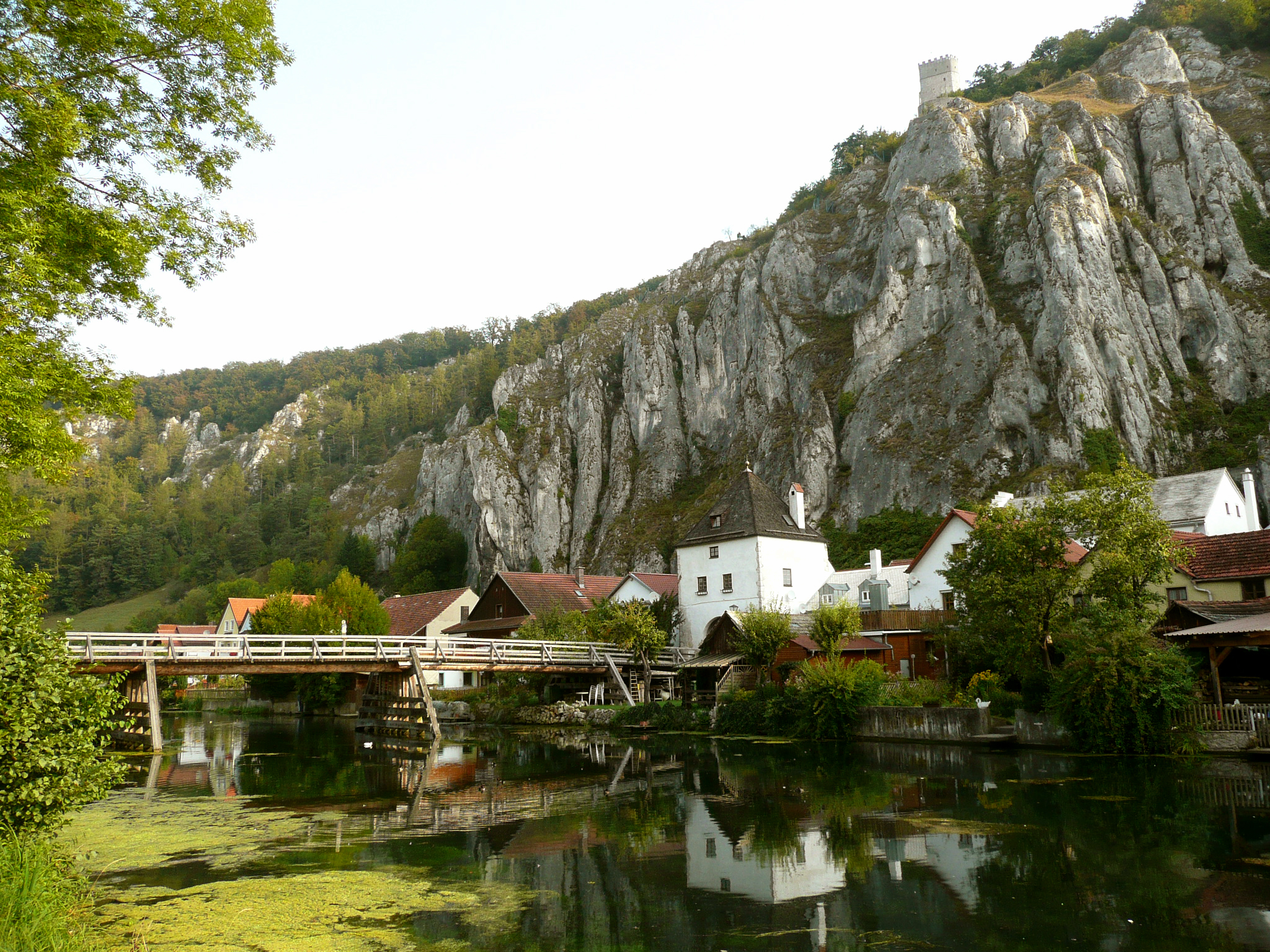
Bras mort de l'Altmühl à Essing, entre Dietfurt et Kelhheim

## Source
Cet article comprend des extraits du Dictionnaire Bouillet. Il est possible de supprimer cette indication, si le texte reflète le savoir actuel sur ce thème, si les sources sont citées, s'il satisfait aux exigences linguistiques actuelles et s'il ne contient pas de propos qui vont à l'encontre des règles de neutralité de Wikipédia.